# Water frame
 (mai 2021).
Le contenu est difficilement compréhensible vu les erreurs de traduction, qui sont peut-être dues à l'utilisation d'un logiciel de traduction automatique.

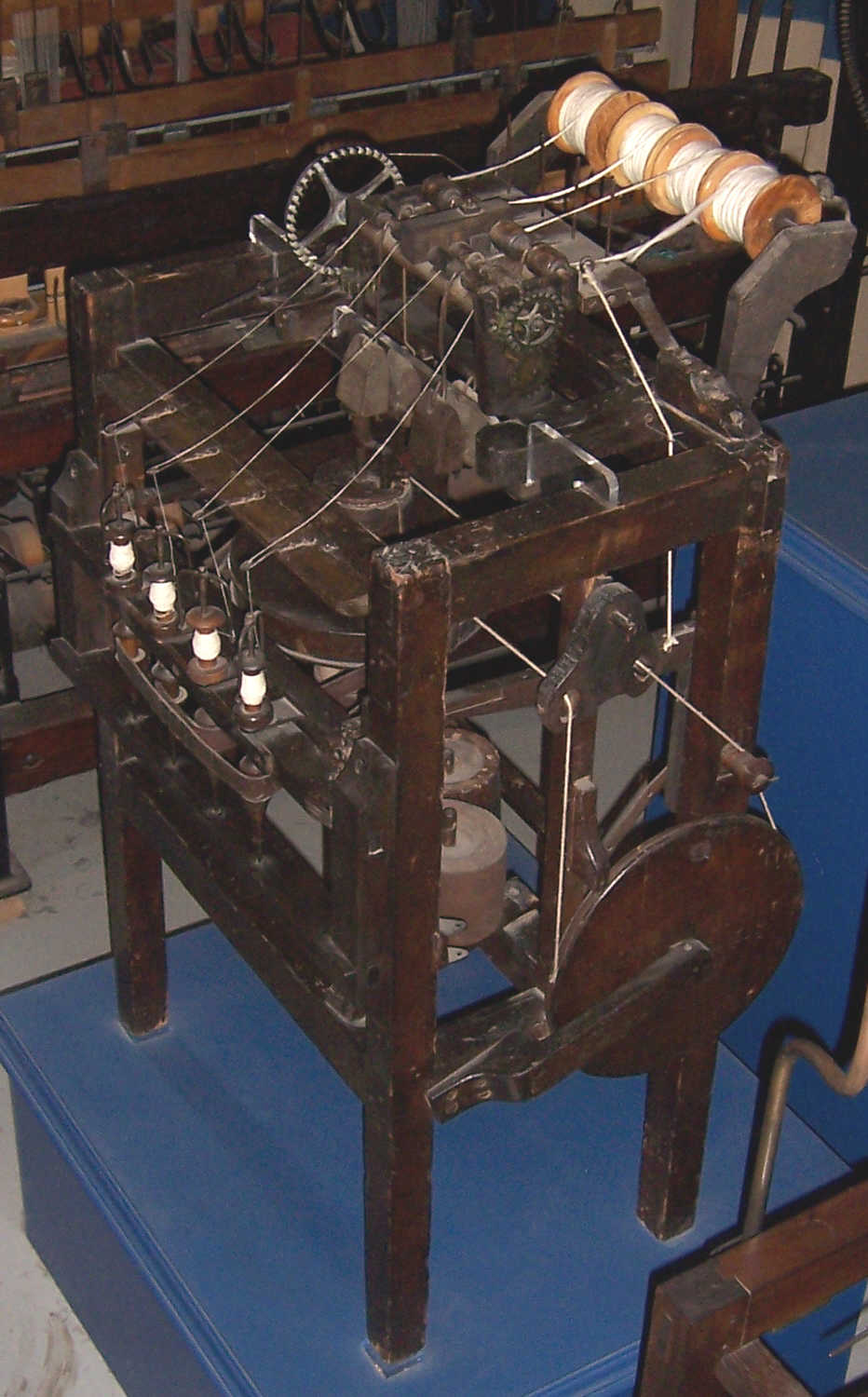
Une water frame Arkwright, faite en 1775.

La water frame est une machine à filer utilisant l'énergie des moulins à eau puis plus tard celle de la vapeur pour augmenter la productivité des fileurs de coton, grâce à un système de petits rouleaux actionnés par l'énergie hydraulique.
Cette fileuse mécanique, brevetée en 1768 par Richard Arkwright sous le nom de Water frame, était basée sur le modèle d'une machine à filer brevetée par Lewis Paul en 1738 et dépassait les performances de la spinning jenny de James Hargreaves (1765). 
Dans l'Angleterre du XVIIIe siècle, l'invention de la navette volante par John Kay en 1733, puis la mise au point d'une série de mécaniques à filer, de 1765 à 1779, avec la spinning jenny de James Hargreaves (1765) et la water frame de Richard Arkwright (1767) jusqu'à la mule-jenny de Samuel Crompton (1779), donnèrent à la Grande-Bretagne un avantage décisif dans le domaine textile, avec une accélération en quinze ans, entre 1765 et 1779, qui fit chuter fortement le prix des filés de coton et permit une croissance rapide du travail à domicile et dans un second temps des manufactures.

## Cromford
En 1771, Arkwright installe la water frame dans sa filature de coton à Cromford, dans le Derbyshire, sur la rivière Derwent, créant l'une des premières usines spécialement construite pour abriter un parc de machines plutôt que simplement rassembler les travailleurs. C'est l'un des premiers exemples d'entreprise où la journée de travail est déterminée par l'horloge plutôt que par la course du soleil, les ouvriers sont des employés plutôt que des contractants. Dans sa forme finale, combinée avec sa machine à carder, c'est à Cromford qu'est créé le premier processus de production réellement continu. Son impact social se mesure à la quantité de fil produite. La charge de travail fut réduite, mais beaucoup perdirent leur emploi.
Appelé par ses contemporains, le père du système de l'usine, Arkwright sut combiner la puissance de l'eau, sa machine à carder, la production en continu et les pratiques contractuelles modernes.